# Healthcare DENMARK
Healthcare DENMARK (tidligere: Sundheds- og Velfærdskonsortiet) er en dansk nonprofit organisation, der arbejder for at fremme international opmærksomhed omkring danske velfærds- og sundhedsløsninger. I konceptet indgår en forudsætning om, at:"styrkepositionerne på sundheds- og velfærdsområdet (ikke mindst) skyldes et godt og effektivt samspil mellem det offentlige og private aktører om løsninger af velfærdsopgaver."
Det overordnede mål for organisationen er at bidrage til en øget dansk eksport inden for sektoren samt øget innovation og udenlandsk investering på det danske sundhedsområde.  
Sekretariatet, der ligger i Odense, beskæftiger ca. 12 ansatte. Udover at organisere og deltage i internationale konferencer og delegationsture til og fra Danmark markedsfører Healthcare DENMARK dansk sundhedsekspertise gennem initiativer på internationale, faglige og sociale medier, i udenlandsk presse samt via hjemmeside, film, magasiner og præsentationer.

## Etablering og finansiering
Healthcare DENMARK blev dannet i 2012 på baggrund af en ministeriel  ambition om at etablere syv  konsortier, der skal markedsføre udvalgte, danske styrkepositioner. Etableringen af Healthcare DENMARK bunder i en handlingsplan , og finansieringen kommer dels fra fondsmidler, dels fra konsortiets partnere.

## Partnere
Healthcare DENMARK er et offentlig-privat partnerskab bestående af Sundheds- og Ældreministeriet, Erhvervs- og Vækstministeriet, Udenrigsministeriet, Danske Regioner, Region Syddanmark, Dansk Erhverv, DI - Dansk Industri, Falck, KMD og Systematic. Alle partnere repræsenteres i Healthcare DENMARKs bestyrelse, der ledes af Sten Scheibye.

## Protektion
Hendes Kongelige Højhed Kronprinsesse Mary er protektor for Healthcare DENMARK og deltager i den egenskab aktivt i konsortiets danske og udenlandske aktiviteter, herunder konferencer og større erhvervsdelegationer.

## Ekstern henvisning
- Healthcare DENMARKs hjemmeside